# Pleurolidiidae
Pleurolidiidae is een familie van weekdieren uit de klasse van de Gastropoda (slakken).

## Geslachten
- Pleurolidia Burn, 1966
- Protaeolidiella Baba, 1955